# Ciechomin (województwo lubelskie)
Ciechomin – wieś w Polsce położona w województwie lubelskim, w powiecie łukowskim, w gminie Wola Mysłowska.
| SIMC    | Nazwa                 | Rodzaj    |
| ------- | --------------------- | --------- |
| 0695700 | Ciechomin Podworski   | część wsi |
| 0695717 | Ciechomin Włościański | część wsi |
| 0695723 | Krzaki                | część wsi |

Miejscowość była przejściowo siedzibą gminy Mysłów. W latach 1954–1972 wieś należała i była siedzibą władz gromady Ciechomin. W latach 1975–1998 miejscowość administracyjnie należała do województwa siedleckiego.
Wieś stanowi sołectwo w gminie Wola Mysłowska. Według Narodowego Spisu Powszechnego z roku 2011 wieś liczyła 296 mieszkańców.
Wierni Kościoła rzymskokatolickiego należą do parafii Niepokalanego Serca Najświętszej Maryi Panny w Wilczyskach.

## Historia
W średniowieczu Ciechomin należał do ziemi stężyckiej w dawnym województwie sandomierskim w Małopolsce. Był miejscowością na pograniczu księstw. W okresie XIV–XVIII wiek właścicielem ziemi była rodzina Zakrzewskich, których majątek obejmował między innymi: Guzówkę, Wiśniówkę, Celej, Powały, Ciechomin, Wola Ciechomską (dzisiejsza Wólka Ciechomska), Żelechów, Nowe Zadybie, Stare Zadybie. Po trzecim rozbiorze tereny te należały do zaboru austriackiego. Po wojnie francusko-prusko-rosyjskiej od 1807 roku Ciechomin leżał w Księstwie Warszawskim. A po kongresie wiedeńskim w 1815 r. należał do Królestwa Polskiego, co oznacza że zaborcą byli Rosjanie.
Ważną postacią z Ciechomina był Gustaw Stanisław Antoni Zakrzewski, wnuk Ignacego Wyssogoty Zakrzewskiego. Urodzony 17 sierpnia 1837 roku, był on działaczem Komitetu Centralnego Narodowego, członkiem władz wojewódzkich, a później centralnych. 23 listopada 1862 r. razem z księdzem Brzózką i innymi działaczami w Ciechominie opracowali plany wybuchu powstania styczniowego. Razem z księdzem Brzózką organizowali atak na Łuków, a także bazę wypadową w lasach Różańskich (w Jacie).
Na przełomie XIX i XX w. Ciechominie był wiatrak, który sprzedano do Łukówca. Podczas II wojny światowej do Ciechomina dotarły oddziały generała Kleberga z bitwy pod Kockiem. W trakcie wojny w 1944 r. w Ciechominie Rosjanie zorganizowali lotnisko. Po wojnie w Ciechominie zbudowano ośrodek zdrowia i mieściły się władze gromadzkiej Rady Narodowej. W 1976 r. zlikwidowano jedne z ostatnich śladów ustroju feudalnego poprzez zlikwidowanie nazw Ciechomin Włościański i Ciechomin Podworski zastępując jedną nazwą Ciechomin. Zaś siedzibę gminy przeniesiono z Ciechomina do Woli Mysłowskiej.